# آنخل منا
آنخل منا (اسپانیایی: Ángel Mena‎؛ زادهٔ ۲۱ ژانویهٔ ۱۹۸۸) بازیکن فوتبال اهل اکوادور است.
از باشگاه‌هایی که در آن بازی کرده‌است می‌توان به باشگاه فوتبال کروز آزول اشاره کرد.
وی همچنین در تیم ملی فوتبال اکوادور بازی کرده‌است.